# Raybag
Rāybāg är en ort i Indien.   Den ligger i distriktet Belgaum och delstaten Karnataka, i den sydvästra delen av landet, 1 400 km söder om huvudstaden New Delhi. Rāybāg ligger 585 meter över havet och antalet invånare är 17 389.
Terrängen runt Rāybāg är platt, och sluttar norrut. Runt Rāybāg är det tätbefolkat, med 442 invånare per kvadratkilometer. Närmaste större samhälle är Shiraguppi, 15,7 km norr om Rāybāg. Trakten runt Rāybāg består till största delen av jordbruksmark.